# 川端博
川端 博（かわばた ひろし、1944年5月1日 - ）は、日本の法学者。専門は刑法。学位は、法学博士（1987年）。明治大学名誉教授。

## 学説
その学説は、違法性論について、団藤重光と同じ行為無価値論の流れをくむが､理論的には行為無価値論を徹底させ、違法性は、「行為時の事前判断」であるとし、他方で、従来の行為無価値論と異なり、義務違反性を問題にしないとの立場をとる。
正当化事情の錯誤において、「行為時の事前判断」の見地から、その錯誤が一般人にとって回避不可能であるばあいには、行為の違法性阻却を認め（過失不法の残存も認めない。）、回避可能であるばあいには、違法性の認識を失わせる違法性の錯誤（禁止の錯誤）として扱われるべきであるとする二元的厳格責任説を提唱。
因果関係論においては、「相当因果関係説の危機」が指摘される中で、「行為時の事前判断」の見地から、相当性判断に高度の蓋然性を要求し、行為後の他人の構成要件該当行為による介在事情を判断基底から除外することで、折衷的相当因果関係説を維持している。そのため、結論的には大阪南港事件の最高裁判決に反対する。

## 社会的活動
これまで旧司法試験委員、日本学術会議員などを歴任し、日本刑法学会常務理事、慶應義塾大学法学部非常勤講師、早稲田大学法学部非常勤講師、放送大学客員教授、法制審議会総会委員、新司法試験考査委員（刑法担当）などを務める。

## 略歴
- 1944年　沖縄県生まれ
- 1963年　私立成城高等学校卒業
- 1967年　明治大学法学部法律学科卒業
- 1971年　司法修習修了（23期）弁護士登録
- 1973年　東京大学大学院法学政治学研究科修士課程修了
- 1972年　明治大学法学部助手
- 1974年　明治大学法学部専任講師
- 1977年　明治大学法学部助教授
- 1983年　明治大学法学部教授
- 1987年　法学博士（文書偽造罪の理論、明治大学法第50号）
- 1988年1月　1997年度(旧)司法試験考査委員（刑法担当）
- 2005年1月　法制審議会（総会）委員
- 2006年　新司法試験考査委員（刑法担当）
- 2011年　法制審議会新時代の刑事司法制度特別部会委員[4]
- 2015年 定年退職、名誉教授
- 2024年 瑞宝中綬章受章[5][6]

## 主要著書

### 単著
- 『刑法総論講義（第3版）』（成文堂、2013年、初版1994年）
- 『刑法各論講義（第2版）』（成文堂、2010年、初版2007年）
- 『刑事訴訟法講義』（成文堂、2012年）
- 『文書偽造罪の理論（新版）』（立花書房、1999年、初版1986年）
- 『法学・刑法学を学ぶ』（成文堂、1998年）
- 『レクチャー刑法総論』（法学書院、2003年）
- 『レクチャー刑法各論』（法学書院、2004年）
- 『通説 刑法各論』（三省堂、1993年)
- 『新訂　刑法』（放送大学教育振興会、2005年）
- 『刑法総論25講』（青林書院、1990年）
- 『事例式演習教室　刑法（第2版）』（勁草書房、2009年、初版1987年）
- 『論点講義　刑法総論』（弘文堂、2002年）
- 『刑法各論概要（第3版）』（成文堂、2003年、初版1990年）
- 『刑法講話1総論』（成文堂、2005年）
- 『刑法講話2各論』（成文堂、2004年）
- 『集中講義　刑法総論（第2版）』（成文堂、1997年、初版1992年）
- 『集中講義　刑法各論』（成文堂、1999年）
- 刑事法研究第1巻『正当化事情の錯誤』（1988年）、第2巻『違法性の理論』（1990年）、第3巻『錯誤論の諸相』（1994年）、第4巻『財産犯論の点景』（1996年）、第5巻『正当防衛権の再生』（1998年）、第6巻『定点観測 刑法の判例:1996年度~1998年度』（2000年）、第7巻『共犯論序説』（2001年）、第8巻『定点観測 刑法の判例:1999年度~2000年度』（2006年）、第9巻『事実の錯誤の理論』（2007年）、第10巻『共犯の理論』（2008年）、第11巻『風俗犯論』（2010年）、第12巻『定点観測 刑法の判例〈2001年度〉』（2011年）、第13巻『責任の理論』（2012年）、第14巻『人格犯の理論』（2014年）、第15巻『事例思考の実際』（2015年）、第16巻『刑法特別講義・講演録』（2016年）、第17巻『賄賂罪の理論』（2016年）、第18巻『宮城浩藏の人と刑法思想』（2018年）（以上、成文堂）
- 『カウフマン=ドルンザイファー著 刑法の基本問題』（翻訳）（成文堂、1983年）

### 共著
- 『現代刑法理論の現状と課題:川端博対談集』（成文堂、2005年）
- 『リューピング著　ドイツ刑法史綱要』（共訳）（成文堂、1984年）
- 『刑事訴訟法（新訂版）』（共著）（創成社、2007年、初版1993年）
- 『刑法総論』『刑法各論』『刑事訴訟法（補訂）』（八千代出版、1993年、1993年、1995年）
- 『刑法理論の現代的展開総論Ⅰ』（日本評論社、1988年）

### 門下生
- 阿部力也
- 明照博章
- 平野潔
- 土井和重
- 今村暢好
- 船橋亜希子